# Chaloenosoma mimica
Chaloenosoma mimica es un coleóptero de la familia Chrysomelidae.
Fue descrita científicamente en 2000 por Medvedev.